# Bostra mirata
Bostra mirata är en insektsart som beskrevs av Ludwig Redtenbacher 1908. Bostra mirata ingår i släktet Bostra och familjen Diapheromeridae. Inga underarter finns listade.